# 29 de mayo
El 29 de mayo es el 149.º (centésimo cuadragésimo noveno) día del año en el calendario gregoriano y el 150.º en los años bisiestos. Quedan 216 días para finalizar el año. 

## Acontecimientos
- 526: en la región de Siria (parte del Imperio romano) sucede el terremoto de Antioquía, de XI12 grados en la escala modificada de Mercalli (que mide daños). Deja un saldo de 250 000 muertos.[1]
- 757: en Roma, Pablo I sucede a Esteban II como papa.
- 1176: en Italia se libra la batalla de Legnano entre el emperador Federico I Barbarroja y la Liga Lombarda.
- 1453: la ciudad de Constantinopla es tomada por los turcos, poniéndose de esa forma fin al Imperio bizantino.
- 1486: en España, las tropas castellanas de Hernán Pérez del Pulgar reconquistan a los nazaríes la ciudad de Salar (Granada).
- 1494: en el barranco de San Antonio (Tenerife) tiene lugar la Primera Batalla de Acentejo, donde el ejército castellano sufre su mayor derrota contra las tropas guanches.
- 1727: en Rusia, Pedro II se convierte en zar.
- 1790: en el actual Estados Unidos, Rhode Island se convierte en el estado número 13.
- 1810: en Buenos Aires, la recién creada primera Junta de Gobierno decreta la creación de los cuerpos militares nacionales, que «velarán por la defensa y autodeterminación del pueblo argentino, y por su integridad territorial». Más tarde esta fecha será el Día del Ejército Argentino.
- 1825: en la Catedral de Reims, Carlos X es coronado rey de Francia.
- 1848: en Estados Unidos, Wisconsin se convierte en el estado número 30.
- 1868: en Belgrado (Serbia) asesinan al príncipe Mihailo Obrenovich III.
- 1887: Creación de la Sociedad Colombiana de Ingenieros.
- 1913: en París, Ígor Stravinsky estrena su ballet La consagración de la primavera, que provoca una revuelta.
- 1914: en el golfo de San Lorenzo (Canadá) se hunde el transatlántico Empress of Ireland (1906). Mueren 1024 personas.
- 1918: se inicia la Batalla de Skra-di-Legen, que duró dos días y tuvo lugar en el frente griego durante la Primera Guerra Mundial, entre tropas greco-francesas y fuerzas búlgaras. La batalla acabó con la derrota de los búlgaros.
- 1919: en la actual Eslovenia se funda la República de Prekmurje, que durará una semana. Será absorbida por el Reino de los Serbios, Croatas y Eslovenos.
- 1919: los científicos Arthur Eddington ―desde la isla de Príncipe (cerca de África)― y Andrew Crommelin ―desde Sobral (norte de Brasil)― comprueban (y posteriormente confirman) la teoría de la relatividad general de Albert Einstein mediante la observación de un mismo eclipse solar total.
- 1924: en Madrid (España), se funda la Agrupación Deportiva El Rayo (actual Rayo Vallecano).
- 1932: en Washington D. C. los veteranos de la Primera Guerra Mundial protestan debido a la promesa del Gobierno de pagarles un bono recién en 1945.
- 1941: durante la batalla de Creta, en la ciudad Heraclión, tropas alemanas ocupan el aeródromo en el momento en que tropas aliadas evacuan el puerto. Aviones italianos, del 41 Gruppo, atacan al destructor británico HMS Imperial y el HMS Hereward es atacado por Stukas. Ambos buques se hundirán más tarde.
- 1942: en Colonia, la RAF británica lanza su primer brutal bombardeo. Aproximadamente 1000 aviones lanzaron 1.455 tn de bombas, destruyendo 243 hectáreas (600 acres) de casas y matando 486 civiles. Pierden sus hogares 59 000 personas.
- 1942: en la Cancillería del Reich en Berlín, Adolf Hitler recibe al político indio Shubhas Chandra Bose. No trasciende el contenido de las conversaciones. Chandra Bose ha realizado también varios viajes a Japón.
- 1943: en Wuppertal (Alemania), la RAF británica lanza un ataque con 719 bombarderos soltando 1900 tn de bombas y matando a 2450 civiles.
- 1948: en Nueva York se crean las Fuerzas de Paz de las Naciones Unidas.
- 1953: el neozelandés Edmund Hillary y el sherpa Tenzing Norgay llegan a la cima del monte Everest.
- 1955: en la Ciudad del Vaticano, el papa Pío XII beatifica al religioso francés Marcelino Champagnat (1789-1840).
- 1961: en una remota finca de Cumanayagua (en la cordillera del Escambray, de Cuba), un miembro de una familia que estaba siendo alfabetizada ―que era colaborador civil de los mercenarios cubanos pagados por la CIA estadounidense para boicotear la Campaña Nacional de Alfabetización de 1961― asesina de un solo balazo en la cabeza al alfabetizador Pedro Blanco Gómez (de 13 años) sin torturarlo.[2][3][4]
- 1961: en la calle Estrada Palma esquina D’Strampes, en el barrio de Santos Suárez de la ciudad de La Habana (Cuba), un grupo de «bandidos» cubanos ―en el marco de los ataques terroristas organizados por la CIA― realiza un atentado con bomba en el automóvil de Pelayo Fernández Rubio (fiscal de los Tribunales Revolucionarios del Distrito de La Habana), quien resulta herido.[3]
- 1966: en la Ciudad de México se inaugura el Estadio Azteca, sede del equipo de fútbol club América.
- 1969: en Córdoba (Argentina) sucede el Cordobazo, masivo movimiento de protesta civil.
- 1970: en Buenos Aires, la organización guerrillera Montoneros secuestra al general Pedro Eugenio Aramburu (dictador de Argentina entre 1955 y 1958).
- 1978: en la localidad de Panzós (Guatemala), el ejército ametralla una manifestación pacífica de indígenas maya kekchís (masacre de Panzós).
- 1982: la banda británica Queen da un concierto en Elland Road, estadio del Leeds United.
- 1985: en el estadio Rey Balduino, ubicado en el distrito de Heysel, en el centro de Bruselas (Bélgica), antes del comienzo del partido final de la Copa Europea de Fútbol ―entre el Liverpool y la Juventus de Turín― los aficionados provocan una avalancha humana que deja un saldo de 39 muertos y unos 600 heridos (Tragedia de Heysel).
- 1988: en Guayaquil (Ecuador) se inaugura el estadio Isidro Romero Carbo, con una capacidad para 55 000 personas, el más grande de ese país.
- 1991: en Vich (España), la banda terrorista ETA comete el atentado contra el cuartel de la Guardia Civil, provocando 10 muertos y 44 heridos.
- 1999: en el municipio de Tibú (Colombia), una fuerza paramilitar de 450 hombres pertenecientes a las ACCU inicia la invasión de La Gabarra.
- 1999: en Jerusalén (Israel), Suecia gana el Festival de la Canción de Eurovisión 1999 con la canción «Take me to your heaven», interpretada por la cantante Charlotte Nilsson.
- 2002: en la ciudad de Bayamón, Puerto Rico, Oxana Fedorova se convierte en Miss Universo, cuatro meses más tarde será destronada y su lugar lo ocupará Justine Pasek de Panamá.
- 2008: en la ciudad de Panamá, un helicóptero de la Fuerza Aérea Panameña cae en pleno barrio comercial, causando la muerte de 11 personas, 6 de ellos pertenecientes al alto mando de Carabineros de Chile, la policía uniformada de dicho país, incluyendo al General Director de Carabineros, José Alejandro Bernales
- 2008: en Islandia un terremoto de 6,1 grados en la escala de richter deja 28 heridos.
- 2008: en la ciudad de León (Nicaragua) toca tierra la tormenta tropical Alma, causando la muerte de once personas y la desaparición de cuatro. En los siguientes días producirá daños en toda Centroamérica.
- 2010: en Oslo (Noruega) se celebra el Festival de la Canción de Eurovisión 2010.
- 2019: en Bakú, Azerbaiyán se celebra la Final de la Liga Europa de la UEFA 2018-19[5]
- 2021: en Oporto, Portugal se celebra la Final de la UEFA Champions League 2020-21. En la misma, el Chelsea salió campeón tras imponerse 1 a 0 ante el Manchester City.
- 2022: en Colombia se celebra la primera vuelta de las Elecciones presidenciales de 2022.

## Nacimientos
- 1265: Dante Alighieri, poeta italiano (f. 1321).
- 1421: Carlos de Viana, infante de Aragón y Navarra, Príncipe de Viana y Gerona (f. 1461).
- 1439: Pío III, papa italiano (f. 1503).
- 1627: Ana María Luisa de Orleans de Montpensier, aristócrata francesa (f. 1693).
- 1630: Carlos II, rey inglés (f. 1685).
- 1660: Sarah Churchill, aristócrata inglesa (f. 1744).
- 1698: Edmé Bouchardon, escultor francés (f. 1762).
- 1716: Louis Jean Marie Daubenton, médico y naturalista francés (f. 1800).
- 1736: Patrick Henry, político estadounidense (f. 1799).
- 1801: Pedro Santana, militar y político dominicano (f. 1864).
- 1829: Fernando Montes de Oca, héroe mexicano (f. 1847).
- 1830: Louise Michel, anarquista francesa (f. 1905).
- 1860: Isaac Albéniz, compositor español (f. 1909).
- 1867: Adolfo Caminha, escritor brasileño (f. 1897).
- 1874: G. K. Chesterton, escritor británico (f. 1936).
- 1876: Andrés Chazarreta, compositor argentino de música folclórica (f. 1960).
- 1880: Juan Alejandro Borchex, político argentino (f. 1939).
- 1880: Oswald Spengler, pensador, filósofo e historiador alemán (f. 1936).
- 1889: Camilo Alonso Vega, militar español (f. 1971).
- 1892: Alfonsina Storni, escritora argentina (f. 1938).
- 1894: Beatrice Lillie, actriz canadiense (f. 1989).
- 1894: Josef von Sternberg, cineasta estadounidense de origen austriaco (f. 1969).
- 1897: Erich Wolfgang Korngold, compositor austríaco (f. 1957).
- 1897: Tatiana Nikoláevna Rómanova, aristócrata rusa, segunda hija del zar Nicolás II (f. 1918).
- 1903: Bob Hope, actor y comediante británico-estadounidense (f. 2003).
- 1905: Sebastian Shaw, actor británico (f. 1994).
- 1905: Beato Pere Tarrés Claret, sacerdote y médico catalán (f. 1950)
- 1906: Paul Almásy, fotógrafo húngaro (f. 2003).
- 1906: Terence Hanbury White, escritor británico (f. 1964).
- 1909: Dick Stabile, saxofonista estadounidense (f. 1980).
- 1911: Fernando Chueca Goitia, arquitecto y ensayista español (f. 2004).
- 1917: John F. Kennedy, presidente estadounidense (f. 1963).
- 1917: Antònia Fontanillas Borràs, anarcosindicalista española (f. 2014).
- 1919: Simone Ortega, escritora española especializada en materias culinarias (f. 2008).
- 1920: John Harsanyi, economista húngaro-estadounidense, premio nobel de economía en 1994 (f. 2000).
- 1922: Jean-Claude Brisville, novelista y dramaturgo francés (f. 2014).
- 1922: Iannis Xenakis, compositor franco-greco-rumano (f. 2001).
- 1923: Bernard Clavel, escritor francés (f. 2010).
- 1923: Harry Everett Smith, artista y cineasta estadounidense (f. 1991).
- 1924: Lars Bo, artista y autor danés (f. 1999).
- 1926: Abdoulaye Wade, presidente senegalés.
- 1929: Peter Higgs, físico británico, premio nobel de física en 2013 (f. 2024).
- 1931: Osvaldo Héctor Cruz, futbolista argentino (f. 2023).
- 1932: Richie Guerin, exbaloncestista y entrenador estadounidense.
- 1933: Tarquinio Provini, piloto de motociclismo italiano (f. 2005).
- 1939: Al Unser, piloto de automovilismo estadounidense (f. 2021).
- 1940: Farooq Leghari, presidente de Pakistán (f. 2010).
- 1944: Julio Alcázar, actor venezolano nacido en España.
- 1944: Helmut Berger, actor austriaco (f. 2023).
- 1945: Gary Brooker, músico británico (f. 2022).
- 1946: Haroldo Rodas, político guatemalteco (f. 2020).
- 1946: Héctor Veira, futbolista y director técnico de fútbol argentino.
- 1947: Gene Robinson, obispo estadounidense.
- 1947: Constantino Romero, presentador, locutor y actor de doblaje español (f. 2013).
- 1949: Francis Rossi, cantante y músico británico, de la banda Status Quo.
- 1952: Giuseppe Parlato, historiador italiano (f. 2025).
- 1953: Danny Elfman, músico y compositor estadounidense.
- 1953: Pepe Martínez, futbolista mexicano (f. 1981).
- 1953: Elvira García Campos, política y alcaldesa española.
- 1955: Alejandro Ordóñez, político colombiano.
- 1955: Ángel Alcázar, actor español (f. 2013).
- 1955: Pascal Dusapin, compositor francés.
- 1955: Mike Porcaro, bajista estadounidense, de la banda Toto. (f. 2015).
- 1955: Nohra Puyana de Pastrana, política y periodista colombiana.
- 1955: John Hinckley Jr., criminal estadounidense, autor del intento de asesinato contra el expresidente Ronald Reagan en 1981.
- 1956: LaToya Jackson, cantante estadounidense.
- 1957: Ted Levine, actor estadounidense.
- 1957: Mohsen Makhmalbaf, cineasta iraní.
- 1957: Jean-Christophe Yoccoz, matemático francés (f. 2016).
- 1958: Annette Bening, actriz estadounidense.
- 1958: Juliano Mer-Khamis, cineasta y activista israelí.
- 1959: Reimund Dietzen, ciclista alemán.
- 1959: Rupert Everett, actor británico.
- 1959: Maribel Guardia, cantante y actriz costarricense.
- 1959: Adrián Paul, actor británico.
- 1959: Felipe Pigna, historiador argentino.
- 1960: Thomas Baumer, científico de culturas y emprendedor suizo.
- 1960: Neil Crone, actor canadiense.
- 1961: Melissa Etheridge, cantante estadounidense.
- 1961: Iñaki Fernández, cantante español (f. 2025).
- 1963: Blaze Bayley, vocalista británico, de la banda Iron Maiden.
- 1963: Sergi Belbel, dramaturgo español.
- 1963: Ukyo Katayama, piloto japonés de automovilismo.
- 1964: Christina Rosenvinge, cantautora española.
- 1964: Javier Ojeda, cantante español.
- 1965: Marcelo Ramírez, portero histórico de ColoColo.
- 1965: Emilio Sánchez Vicario, tenista español.
- 1965: Ana Fernández, actriz española.
- 1967: Noel Gallagher, compositor, cantante y guitarrista británico, de las bandas Oasis y Noel Gallagher's High Flying Birds.
- 1967: Iñaki Ochoa de Olza, montañero español (f. 2008).
- 1970: Roberto Di Matteo, entrenador de fútbol italiano.
- 1971: Silvio Velo, futbolista no vidente argentino.
- 1972: Közi, cantante y guitarrista japonés.
- 1972: Scott Garlick, futbolista estadounidense.
- 1973: Patricia Portocarrero, actriz, cantante, profesora de teatro y comediante peruana.
- 1975: Melanie Brown, cantante británica, de la banda Spice Girls.
- 1976: David Buckner, músico estadounidense, de la banda Papa Roach.
- 1977: Massimo Ambrosini, futbolista italiano.
- 1977: Marco Cassetti, futbolista italiano.
- 1977: Marco Flores Luján, futbolista peruano.
- 1977: Antonio Lebo Lebo, futbolista angoleño.
- 1977: Sérgio Roberto Pereira de Souza, futbolista brasileño.
- 1978: Pelle Almqvist, vocalista sueco, de la banda The Hives.
- 1978: Sébastien Grosjean, tenista francés.
- 1979: Ari Borovoy, cantautor, productor y actor mexicano, de la banda de OV7.
- 1979: Fonseca (Juan Fernando Fonseca), compositor y cantante colombiano.
- 1979: Arne Friedrich, futbolista alemán.
- 1979: Brian Kendrick, luchador profesional estadounidense.
- 1979: Alberto Cifuentes, futbolista español.
- 1979: Aleš Chvalovský, futbolista checo.
- 1980: Renson Martínez Prada, político colombiano, Gobernador de Arauca desde 2024.
- 1981: Andrei Arshavin, futbolista ruso.
- 1982: Ana Beatriz Barros, modelo brasileña.
- 1982: Mario René Berríos, futbolista hondureño.
- 1982: Dennis Masina, futbolista suazi.
- 1983: Jean Makoun, futbolista camerunés.
- 1983: Alberto Medina, futbolista mexicano.
- 1983: Cristian Bustos Costa, futbolista español.
- 1984: Carmelo Anthony, baloncestista estadounidense.
- 1984: Gabriel Gómez, futbolista panameño.
- 1985: Nicolás Riera, actor y cantante argentino.
- 1985: Ignacio Scocco, futbolista argentino.
- 1986: Lara Álvarez, periodista y presentadora de televisión.
- 1986: Hornswoggle, luchador profesional estadounidense.
- 1986: Eleazar Gómez, actor y cantante mexicano.
- 1988: Carmen Martín, balonmanista española.
- 1989: Aura Garrido, actriz española.
- 1989: Riley Keough, actriz estadounidense.
- 1990: Thibaut Pinot, ciclista francés.
- 1990: Sherida Spitse, futbolista neerlandesa.
- 1990: Oliver Sorg, futbolista alemán.
- 1990: Sébastien Wüthrich, futbolista suizo.
- 1991: Sergio Guardiola Navarro, futbolista español.
- 1992: Gregg Sulkin, actor británico.
- 1993: Richard Carapaz, ciclista ecuatoriano.
- 1995: Ruan Gregório Teixeira, futbolista brasileño.
- 1995: Dženan Bureković, futbolista bosnio.
- 1996: Stanley Johnson, baloncestista estadounidense.
- 1996: André Ferreira, futbolista portugués.
- 1996: Laurie Batista, futbolista panameña.
- 1998: Markelle Fultz, baloncestista estadounidense.
- 1998: Lucía Gil, cantante y actriz española.
- 1998: Felix Passlack, futbolista alemán.
- 1999: Piotr Kudłaszyk, halterófilo polaco.
- 1999: Patrick Bailey, beisbolista estadounidense.
- 1999: Derrick Barnes, jugador de fútbol americano estadounidense.
- 2000: Jefferson Arce, futbolista ecuatoriano.
- 2000: Luar La L, rapero puertorriqueño.
- 2000: Meselu Berhe, atleta etíope.
- 2000: Yuan Sijun, jugador de snooker chino.
- 2000: Percy Butler, jugador de fútbol americano estadounidense.
- 2000: Berkin Usta, esquiador alpino turco (f. 2025).
- 2001: Khojimat Erkinov, futbolista uzbeko.
- 2001: Anthony Rouault, futbolista francés.
- 2001: Valentin Royer, tenista francés.
- 2002: Rocco Reitz, futbolista alemán.
- 2002: Kajetan Szmyt, futbolista polaco.
- 2002: Julia Riera, tenista argentina.
- 2002: Paul Skenes, beisbolista estadounidense.
- 2003: Quentin Rakotomalala, nadador francés.
- 2004: Inés Bergua, gimnasta artística española.
- 2005: Nino Marcelli, futbolista eslovaco.
- 2006: Gukesh D, ajedrecista indio.

## Fallecimientos
- 931: Jimeno Garcés, regente del reino de Pamplona entre 925 y 931 (n. 882).
- 1108: García Ordóñez, con de Nájera y Calahorra.
- 1379: Enrique II, rey castellano (n. 1333 o 1334).
- 1405: Philippe de Mézières, soldado y autor francés (n. 1327).
- 1453: Constantino XI Paleólogo, emperador bizantino (n. 1405).
- 1500: Bartolomé Díaz, explorador portugués (n. ca. 1450).
- 1790: Israel Putnam, general estadounidense (n. 1718).
- 1816: Pedro Cerviño, ingeniero y cartógrafo argentino (n. 1757).
- 1829: Humphry Davy, químico británico (n. 1778).
- 1857: Agustina de Aragón, célebre heroína española (n. 1786).
- 1858: Mauricio Rugendas, pintor y dibujante alemán (n. 1802).
- 1862: Evaristo Fernández de San Miguel, militar y político español (n. 1785).
- 1865: Eduard Knoblauch, arquitecto alemán (n. 1801).
- 1876: Diego Ibarra, militar y político venezolano (n. 1798).
- 1892: Bahá'u'lláh, religioso persa, fundador del bahaísmo (n. 1817).
- 1904: Manuel María de Zamacona, abogado, político y diplomático mexicano (n. 1823).
- 1905: Francisco Silvela, político y escritor español (n. 1845).
- 1910: Mili Balákirev, compositor ruso (n. 1837).
- 1911: W. S. Gilbert, libretista y dramaturgo británico (n. 1836).
- 1921: Abbott Handerson Thayer, naturalista, profesor y artista estadounidense (n. 1849).
- 1932: Pascual Contursi, poeta y letrista tanguero argentino, coautor de La cumparsita (n. 1888).
- 1935: Josef Suk, compositor checo (n. 1874).
- 1936: Manuel González Zeledón (Magón), escritor costarricense (n. 1864).
- 1938: Miguel Fleta, tenor español (n. 1897).
- 1940: Mary Anderson, actriz estadounidense (n. 1859).
- 1942: John Barrymore, actor estadounidense (n. 1882).
- 1951: Fanny Brice, cantante estadounidense (n. 1891).
- 1951: Dimitrios Levidis, compositor griego-francés (n. 1885).
- 1954: Anne O’Hare McCormick, periodista estadounidense de origen británico (n. 1882).
- 1957: James Whale, cineasta británico (n. 1896).
- 1958: Juan Ramón Jiménez, poeta español, premio nobel de literatura en 1956 (n. 1881).
- 1970: Eva Hesse, escultora estadounidense (n. 1936).
- 1972: Stephen Timoshenko, ingeniero ruso-estadounidense (n. 1878).
- 1979: Mary Pickford, actriz estadounidense (n. 1892).
- 1980: Alfonso Asenjo Gómez, médico chileno (n. 1906).
- 1981: Soong Ching-ling, esposa de Sun Yat-sen (n. 1892).
- 1982: Romy Schneider, actriz austriaca (n. 1938).
- 1988: Siaka Stevens, político y presidente sierraleonés (n. 1905).
- 1989: Giuseppe Patanè, director de orquesta y músico italiano (n. 1932).
- 1994: José Bohr, director, productor, actor, guionista y compositor alemán (n. 1901).
- 1994: Erich Honecker, político comunista alemán, líder de la República Democrática Alemana (n. 1912).
- 1996: Antonín Mrkos, astrónomo checoslovaco (n. 1918).
- 1997: Jeff Buckley, cantautor y guitarrista estadounidense (n. 1966).
- 1997: George Fenneman, locutor radiofónico estadounidense (n. 1919).
- 1998: Barry Goldwater, político estadounidense (n. 1909).
- 2006: Johnny Servoz-Gavin, piloto francés de automovilismo (f. 2006).
- 2007: Verne Grant, botánico estadounidense (n. 1917).
- 2008: José Alejandro Bernales, policía chileno (n. 1949).
- 2008: Harvey Korman, actor estadounidense (n. 1927).
- 2010: Dennis Hopper, actor estadounidense (n. 1936).
- 2011: Serguéi Bagapsh, político georgiano (n. 1949).
- 2011: Ferenc Mádl, político y abogado húngaro, presidente de Hungría entre 2000 y 2005 (n. 1939).
- 2013: Franca Rame, actriz italiana (n. 1928).
- 2017: Constantinos Mitsotakis, político griego (n. 1918).
- 2018: Gordo Casaretto, cómico peruano (n. 1946).
- 2021: Gavin MacLeod, actor y activista cristiano estadounidense (n. 1931).
- 2021: B. J. Thomas, cantante estadounidense (n. 1942).
- 2023: Peter Simonischek, actor austríaco (n. 1946).
- 2023: Javier Yacuzzi, futbolista argentino (n. 1979).

## Celebraciones
- Día Internacional del Personal de Paz de las Naciones Unidas.
También conocido como Día de los Cascos Azules.[6]
- Día Internacional del Everest.[7]
- Día Mundial de la Salud Digestiva.[8][9]
- Semana de Solidaridad con los pueblos de los territorios no autónomos.

 Por países
(Por orden alfabético)
- Argentina: 
  - Día del Ejército.
  - Día Nacional del Folklorista.
En recuerdo del nacimiento del músico y compositor santiagueño Andrés Chazarreta, considerado el “patriarca del folclore”.[10]
  - Día del Bicicletero.[11]
Este día se dedica a homenajear a los profesionales que se dedican a la reparación, mantenimiento y y venta de bicicletas.

- Ecuador: 
  - Día Nacional del Estudiante.

- Grecia: 
  - Aniversario de la Caída de Constantinopla.
(en 1453, hace 572 años).

- Italia: 
  - Fiesta Regional de Lombardía.
(en la memoria de la victoria de la batalla de Legnano).

- Perú: 
  - Día del Empleado Público.[12]

- Uruguay: 
  - Día de la Carne.[13]

- Venezuela: 
  - Día del Anciano.

### Santoral católico

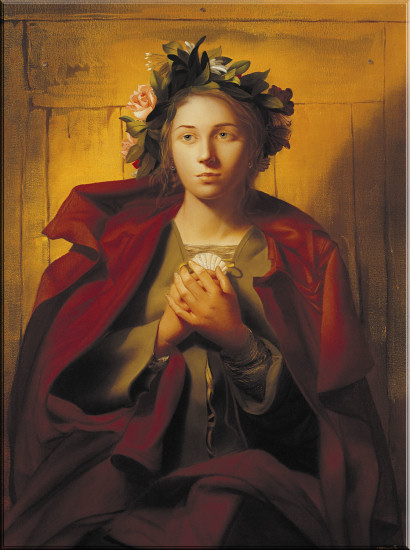
Santa Bona en un lienzo de Giovanni Lorenzetti.

- Santa Bona de Pisa. (imagen ilustrativa).
- Santos Voto y Félix.
- San Exuperancio de Rávena.[14]
- San Gerardo de Mâcon.[14]
- San Hesiquio Palatino.[14]
- San Maximino de Tréveris.[14]
- San Senador de Milán.[14]
- Santa Úrsula Ledóchowska.[14]
- Beata Gerardesca de Pisa.[14]
- Beato Guillermo Arnaud y compañeros.[14]
- Beato José Gerard.[14]
- Beato Ricardo Thirkeld.[14]
- San Pablo VI, gran defensor de la familia e impulsor del Concilio Vaticano II.